# 長久寺 (明石市)
長久寺（ちょうきゅうじ）は、兵庫県明石市日富美町にある臨済宗南禅寺派の寺院。本尊は釈迦如来。

## 歴史
1158年（保元3年）の建立。

## 所在地
〒673-0896 兵庫県明石市日富美町13-15

## 交通
- JR西日本山陽本線明石駅、山陽電鉄山陽明石駅から徒歩約20分

## 周辺
- 法音寺 (明石市)
- 本立寺 (明石市)
- 正徳寺 (明石市)
- 善楽寺 (明石市)